# Гацко, Андрей Сергеевич
Андре́й Серге́евич Гацко́ (род. 11 сентября 1986, Октябрьский, Красноармейский район, Краснодарский край, СССР) — российский футболист, полузащитник.

## Карьера
Воспитанник краснодарского футбола. Первый тренер — Сергей Михайлович Васильченко.
На профессиональном уровне дебютировал в 2004 году в составе клуба Второй лиги «Славянск». В 2005 году перешёл в «Машук-КМВ», вместе с которым вышел в Первый дивизион. 2008 год провёл в «Краснодаре», где вновь добился перехода в Первый дивизион, однако, по окончании сезона покинул клуб и следующие два года провёл в клубах Второй лиги «Ротор» и «Шексна». В 2011—2015 годах вновь играл в Первом дивизионе за владимирское «Торпедо» и «Балтику». Сезон 2016/17 провёл в «Сочи». В сезоне 2017/18 защищал цвета «Читы».

## Достижения
- Серебряный призёр зоны «Юг» Второго дивизиона: 2005
- Бронзовый призёр зоны «Юг» Второго дивизиона: 2008

## Личная жизнь
По профессии отец — Сергей Иванович — моряк, работал на танкере. Мать — Ольга Николаевна — специалист по маникюру и педикюру. Жену зовут Виталина, сына — Андрей.